# Đàm Xứ Đoan
Đàm Xứ Đoan (phồn thể:譚處端, giản thể:谭处端, 29/3/1123 - 1/5/1185), bổn danh là Đàm Ngọc (譚玉), tự Bá Túc (伯玉), biệt tự Trường Chân (長真), ông là người Ninh Hải (nay là Mưu Bình, tỉnh Sơn Đông). Năm 1167, khi Vương Trùng Dương tới huyện Ninh Hải truyền đạo, ông đã bái Vương Trùng Dương làm sư phụ, đối tên thành Xứ Đoan (处端) và tự Thông Chính (通正), đạo hiệu là Trường Chân Tử. Ông còn được gọi là Ôn Đức chân nhân hay Trường Chân tổ sư.
Nguyên Thế Tổ phong tặng ông hiệu "Trường Chân Vân Thủy Ôn Đức Chân Nhân" (長真云水蕴德真人). Sau đó Nguyên Vũ Tông truy tặng ông hiệu "Trường Chân Ngưng Thần Huyền Tịnh Ôn Đức Chân Quân" (长真凝神玄静蕴德真君).

## Tiểu thuyết hóa
Đàm Xứ Đoan được Kim Dung hình tượng hóa trong các tiểu thuyết như Xạ điêu anh hùng truyện, Thần điêu hiệp lữ cũng như trong Võ Lâm Ngũ Bá, một tiểu thuyết dựa Kim Dung.
Trong Anh hùng xạ điêu, Đàm Xứ Đoan bị Âu Dương Phong dùng Cáp Mô Công đánh chết.

## Phim ảnh
- Anh hùng xạ điêu

Lý Quốc Lân (1983),
Diệp Chấn Hoa (1994),
Lưu Kiến Vĩ (2008),
Triệu Thu Sinh (2017),
- Thần điêu hiệp lữ